# Kwacza
Kwacza (Kwaka) – rzeka w woj. pomorskim, dopływ Słupi o długości 21,016 km.